# Équipe cycliste Lotto Kern-Haus PSD Bank
Pour les articles homonymes, voir Équipe cycliste Lotto (homonymie).
L'équipe cycliste Lotto Kern-Haus PSD Bank (officiellement Team Lotto Kern-Haus PSD Bank) est une équipe cycliste allemande créée en 2014. Elle a le statut d'équipe continentale depuis sa création.

## Histoire de l'équipe

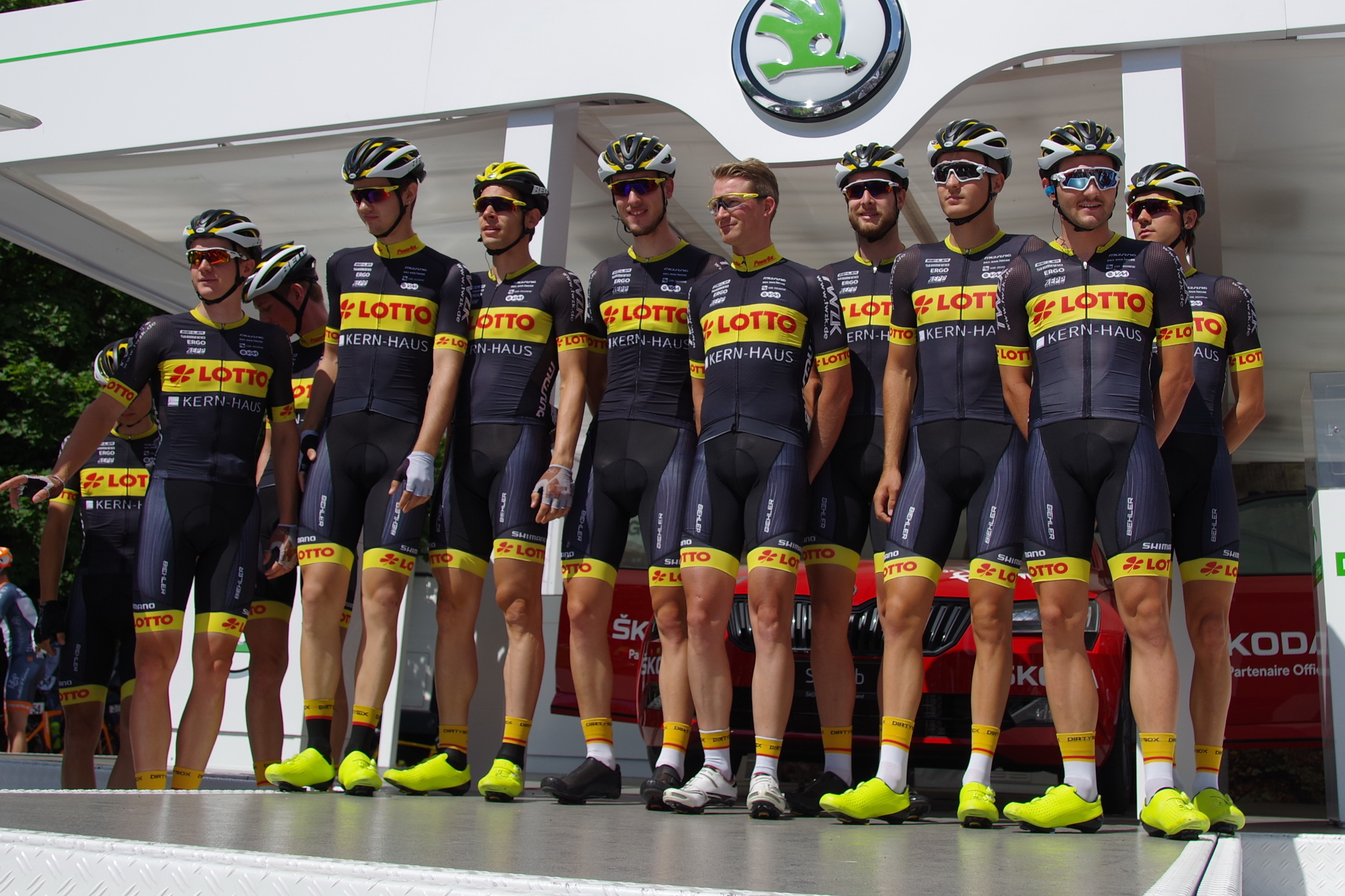
L'équipe lors des championnats d'Allemagne sur route 2017.

L'équipe Kuota est une nouvelle structure née de la reprise de quelques coureurs de l'équipe Quantec-Indeland disparue fin 2013.
Seize coureurs, dont un stagiaire, constituent l'effectif 2014 de l'équipe, qui n'a remporté aucune victoire UCI.
Lors du Tour d'Allemagne 2022, il est annoncé que l'équipe - aux côtés de l'équipe autrichienne Tirol-KTM - deviendrait partenaire de l'UCI WorldTeam Bora-Hansgrohe à partir de 2023, les trois équipes conservant leur indépendance organisationnelle,.

## Principales victoires

### Courses d'un jour
- Rund um Düren : 2005 (Robert Retschke), 2006 (Elnathan Heizmann) et 2009 (Dennis Pohl)
- Grand Prix de la Ville de Lillers : 2006 (Markus Eichler)
- Tour de Drenthe : 2006 (Markus Eichler)
- Rund um den Elm : 2006 (Markus Eichler)
- Grand Prix de Dourges-Hénin-Beaumont : 2006 (Markus Eichler)
- Grand Prix de Francfort Espoirs : 2011 (Patrick Bercz)
- Kernen Omloop Echt-Susteren : 2015 (Max Walscheid)
- Chrono champenois : 2016 (Daniel Westmattelmann)
- Arno Wallaard Memorial : 2018 (Joshua Huppertz)
- Trofeo Alcide Degasperi : 2022 (Pierre-Pascal Keup)

### Courses par étapes
- Flèche du Sud : 2005 (Wolfram Wiese)

### Championnats nationaux
- Championnats d'Allemagne sur route : 1
  - Course en ligne espoirs : 2021 (Kim Heiduk)
- Championnats du Luxembourg sur route : 1
  - Contre-la-montre espoirs : 2023 (Mathieu Kockelmann)

## Classements UCI
L'équipe participe aux épreuves des circuits continentaux et en particulier de l'UCI Europe Tour. Les tableaux ci-dessous présentent les classements de l'équipe sur les différents circuits, ainsi que son meilleur coureur au classement individuel.
UCI Asia Tour
| UCI Asia Tour | UCI Asia Tour          | UCI Asia Tour                             | UCI Asia Tour |
| Année         | Classement par équipes | Meilleur coureur au classement individuel |               |
| ------------- | ---------------------- | ----------------------------------------- | ------------- |
| 2014          | 71e                    | Michael Kurth (249e)                      |               |
|               |                        |                                           |               |
| Source : UCI  |                        |                                           |               |

UCI Europe Tour
| UCI Europe Tour | UCI Europe Tour        | UCI Europe Tour                           | UCI Europe Tour |
| Année           | Classement par équipes | Meilleur coureur au classement individuel |                 |
| --------------- | ---------------------- | ----------------------------------------- | --------------- |
| 2014            | 125e                   | Robert Retschke (1057e)                   |                 |
| 2015            | 80e                    | Max Walscheid (124e)                      |                 |
| 2016            | 66e                    | Daniel Westmattelmann (410e)              |                 |
| 2017            | 94e                    | Joshua Huppertz (537e)                    |                 |
| 2018            | 77e                    | Joshua Huppertz (389e)                    |                 |
| 2019            | 71e                    | Jonas Rutsch (303e)                       |                 |
| 2020            | 70e                    | Christian Koch (664e)                     |                 |
| 2021            | 44e                    | Kim Heiduk (266e)                         |                 |
| 2022            | 47e                    | Leslie Lührs (545e)                       |                 |
| 2023            | 62e                    | -                                         |                 |
|                 |                        |                                           |                 |
| Source : UCI    |                        |                                           |                 |

L'équipe est également classée au Classement mondial UCI qui prend en compte toutes les épreuves UCI et concerne toutes les équipes UCI.
| Classement mondial | Classement mondial     | Classement mondial                        | Classement mondial |
| Année              | Classement par équipes | Meilleur coureur au classement individuel |                    |
| ------------------ | ---------------------- | ----------------------------------------- | ------------------ |
| 2016               | -                      | Daniel Westmattelmann (664e)              |                    |
| 2017               | -                      | Joshua Huppertz (849e)                    |                    |
| 2018               | -                      | Joshua Huppertz (611e)                    |                    |
| 2019               | 123e                   | Jonas Rutsch (379e)                       |                    |
| 2020               | 111e                   | Christian Koch (829e)                     |                    |
| 2021               | 71e                    | Kim Heiduk (315e)                         |                    |
| 2022               | 85e                    | Leslie Lührs (708e)                       |                    |
| 2023               | 116e                   | Pierre-Pascal Keup (816e)                 |                    |
| 2024               | 153e                   | Mathieu Kockelmann (785e)                 |                    |
|                    |                        |                                           |                    |
| Source : UCI       |                        |                                           |                    |

## Team Lotto Kern-Haus PSD Bank en 2025
Effectif
| Effectif 2025            | Effectif 2025     | Effectif 2025 | Effectif 2025                            |
| Cycliste                 | Date de naissance | Pays          | Équipe précédente                        |
| ------------------------ | ----------------- | ------------- | ---------------------------------------- |
| Joseph Cosgrove          | 14 janvier 2006   | Royaume-Uni   | Fensham Howes-MAS Design (2024)          |
| Louis Grupp              | 29 janvier 2006   | Allemagne     | Team Wipotec (2024)                      |
| Max Herrmann             | 23 août 2005      | Allemagne     | Team Sportforum Kaarst-Büttgen (2024)    |
| Alexandre Kess           | 8 août 2003       | Luxembourg    | Philippe Wagner-Bazin (2024)             |
| Silas Köch               | 29 juin 2003      | Allemagne     | REMBE Pro Cycling Team Sauerland (2024)  |
| Mil Morang               | 15 septembre 2004 | Luxembourg    | Leopard TOGT Pro Cycling (2023)          |
| Faust Penna              | 14 février 2004   | Allemagne     | Berthold RadTeam (2024)                  |
| Jonas Reibsch            | 19 janvier 2005   | Allemagne     | Astana Qazaqstan Development Team (2024) |
| Theodor Storm            | 31 mars 2005      | Danemark      | Ineos Grenadiers (2024)                  |
| Noé Ury                  | 16 octobre 2003   | Luxembourg    | Team Storck-Metropol Cycling (2024)      |
| Peter Øxenberg           | 23 octobre 2005   | Danemark      | ColoQuick (2024)                         |
|                          |                   |               |                                          |
| Source : ProCyclingStats |                   |               |                                          |

Victoires
| Victoires | Victoires | Victoires | Victoires | Victoires | Victoires |
| Date      | Course    | Pays      | Classe    | Vainqueur |           |
| --------- | --------- | --------- | --------- | --------- | --------- |

## Saisons précédentes
- Kuota en 2014
- Kuota-Lotto en 2015
- Kuota-Lotto en 2016
- Lotto-Kern-Haus en 2017